# Apache Avro
Avro是一种远程过程调用和数据序列化框架，是在Apache的Hadoop项目之内开发的。它使用JSON来定义数据类型和通讯协议，使用压缩二进制格式来序列化数据。它主要用于Hadoop，它可以为持久化数据提供一种序列化格式，并为Hadoop节点间及从客户端程序到Hadoop服务的通讯提供一种电报格式。
它类似于Thrift，但当数据库模式改变时，它不要求运行代码生成程序，除非是对静态类型的语言。

## 已有API的语言
虽然理论上任何语言都可以使用Avro，但是以下语言有专门为其编写的API：
- C
- C++
- C#[4][5][3]
- Go
- Java
- Perl
- PHP
- Python
- Ruby
- Scala

## Avro IDL
为进一步支持JSON在类型及协议定义中使用，Avro包含了一种试验性的替代性支持，它针对一种接口描述语言（IDL）语法，被称作Avro IDL。它以前被称为GenAvro，它设计了一种语法类似于C/C++、Protocol Buffers等的格式，以吸引那些熟悉传统IDL和编程语言的用户。

## 扩展阅读
- White, Tom. . 2010年11月. ISBN 978-1-4493-8973-4.